# Fontana Celimontana
Fontana Celimontana, även benämnd Fontana di Pio IX och Fontana di Via Annia, är en fontän vid Via Annia i Rione Celio i Rom. Fontänen är ritad av arkitekten Virginio Vespignani och invigdes år 1864. Fontänen förses med vatten från Acqua Marcia.

## Beskrivning
Fontänen beställdes av påve Pius IX och utfördes av Virginio Vespignani. Fontänen var ursprungligen belägen i närheten av basilikan San Clemente vid Via Labicana. På denna plats fanns vid fontänen ett större brunnskar som användes som vattentråg för djur. År 1928 flyttades fontänen till sin nuvarande plats vid Via Annia. Tråget avlägsnades och fontänen placerades i en halvcirkelformad nisch; Roms kommunvapen och ett sarkofagliknande brunnskar tillkom. Ur två lejonhuvuden porlar vattnet. Fontänen bär påve Pius IX:s vapen samt inskriptionen:

## Bilder
| - Närbild. - Påve Pius IX:s vapen. |

### Webbkällor
- ”Fontana di Via Annia” (på italienska). Sovrintendenza Capitolina ai Beni Culturali. Arkiverad från originalet den 20 augusti 2021. https://archive.md/uGdq9. Läst 20 augusti 2021.
- ”Fontana Celimontana” (på italienska). info.roma.it. Arkiverad från originalet den 20 augusti 2021. https://archive.md/BYQv0. Läst 20 augusti 2021.